# Molossus coibensis
Molossus coibensis е вид бозайник от семейство Булдогови прилепи (Molossidae).

## Разпространение
Видът е разпространен в Бразилия, Венецуела, Гватемала, Коста Рика, Мексико, Никарагуа, Панама, Перу, Салвадор и Хондурас.